# Marián Janas
Marián Janas (* 26. února 1956) je bývalý slovenský fotbalista.

## Fotbalová kariéra
V československé lize hrál za Tatran Prešov. Nastoupil v 5 ligových utkáních. Ve druhé nejvyšší soutěži hrál za Vagónku Poprad, nastoupil v 94 utkáních a dal 4 góly.

## Ligová bilance
| Ročník                                      | Zápasy | Góly | Klub           |
| ------------------------------------------- | ------ | ---- | -------------- |
| 1. slovenská národní fotbalová liga 1981/82 | 28     | 1    | Vagónka Poprad |
| 1. slovenská národní fotbalová liga 1982/83 | 29     | 1    | Vagónka Poprad |
| 1. slovenská národní fotbalová liga 1983/84 | 25     | 2    | Vagónka Poprad |
| 1. slovenská národní fotbalová liga 1984/85 | 12     | 0    | Vagónka Poprad |
| 1. československá fotbalová liga 1984/85    | 5      | 0    | Tatran Prešov  |
| CELKEM                                      | 5      | 0    |                |